# Jenni Dahlman

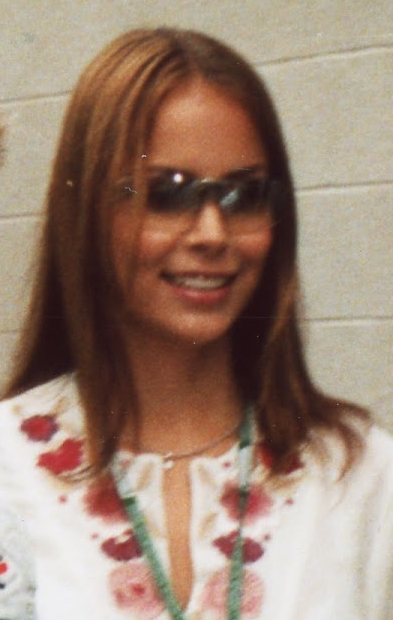
Jenni Dahlman (2002)

Jenni Maria Dahlman-Räikkönen (* 27. Oktober 1981 in Piikkiö, Finnland) ist ein finnisches Model, das 2001 zur Miss Scandinavia gewählt wurde.

## Werdegang
Ihren ersten Erfolg verbuchte Jenni Dahlman bei der Miss-Turku-Wahl 1998, bei der sie den ersten Platz belegte. Der zweite Platz bei der Miss-Finnland- und Queen-of-the-Year-Wahl im Jahr 2000 folgten. Unter Vertrag ist sie bei dem Modelmanagement Paparazzi.
Dahlman ist Miteigentümerin des „Bläk Private Club“, der Oktober 2007 in Helsinki eröffnete. Sie spricht Schwedisch, Finnisch und Englisch. Außerdem ist sie als Springreiterin aktiv.
Von Juli 2004 bis Februar 2013 war sie mit Kimi Räikkönen verheiratet und lebte gemeinsam mit ihm in der Schweiz.